# Chanelle Scheepersová
Chanelle Scheepersová (* 13. března 1984, v Pretorii, Jihoafrická republika) je současná jihoafrická profesionální tenistka. Její nejvyšší umístění na žebříčku WTA ve dvouhře bylo na 128. místě (2. listopad 2009) a ve čtyřhře na 103. místě (26. říjen 2009). Na okruhu WTA nevyhrála žádný turnaj, ale z okruhu ITF si již odnesla 11 titulů ve dvouhře a 19 ve čtyřhře.

## Finálové účasti na turnajích WTA (1)

### Čtyřhra - prohry (1)
| Legenda                     |
| Kategorie Premier (0)       |
| Kategorie International (1) |

| Č. | Datum          | Turnaj          | Povrch | Partnerka         | Vítězky                        | Výsledek |
| 1. | 18. říjen 2009 | Ósaka, Japonsko | tvrdý  | Abigail Spearsová | Čuang Ťia-žung Lisa Raymondová | 6-2, 6-4 |

## Vítězství na okruhu ITF

### Dvouhra (11)
| Č.  | Datum              | Turnaj         | Dotace   | Povrch | Soupeřka ve finále    | Výsledek         |
| 1.  | 3. červen, 2001    | Durban         | 10 000 $ | tvrdý  | Lara van Rooyenová    | 7-5, 6-2         |
| 2.  | 10. červen, 2001   | Durban - 2     | 10 000 $ | tvrdý  | Lara van Rooyenová    | 4-6, 6-3, 7-6(3) |
| 3.  | 29. červenec, 2001 | Evansville - 2 | 10 000 $ | tvrdý  | Kristen Schlukebirová | 6-1, 6-3         |
| 4.  | 20. říjen, 2002    | Mackay         | 25 000 $ | tvrdý  | Amanda Grahameová     | 7-6(6), 7-5      |
| 5.  | 28. únor, 2004     | Benin City - 1 | 10 000 $ | tvrdý  | Meghha Vakariaová     | 6-1, 6-3         |
| 6.  | 7. březen, 2004    | Benin City - 2 | 10 000 $ | tvrdý  | Susanne Aignerová     | 6-1, 4-6, 6-4    |
| 7.  | 28. listopad, 2004 | Pretoria - 1   | 10 000 $ | tvrdý  | Lizaan du Plessisová  | 6-1, 6-3         |
| 8.  | 5. prosinec, 2004  | Pretoria - 2   | 10 000 $ | tvrdý  | Karoline Borgersenová | 6-1, 6-3         |
| 9.  | 17. červen, 2007   | Allentown      | 25 000 $ | tvrdý  | Angela Haynesová      | 6-3, 2-6, 6-1    |
| 10. | 23. prosinec, 2007 | Lagos - 2      | 25 000 $ | tvrdý  | Zuzana Kučová         | 6-2, 6-0         |
| 11. | 22. březen, 2009   | Irapuato       | 25 000 $ | tvrdý  | Natalia Ryžonkovová   | 6-1, 7-5         |

## Fed Cup
Chanelle Scheepersová se zúčastnila 15 zápasů ve Fed Cupu za tým Jihoafrické republiky s bilancí 8-6 ve dvouhře a 4-0 ve čtyřhře.

## Postavení na žebříčku WTA na konci sezóny

### Dvouhra
| Rok    | 2001 | 2002   | 2003   | 2004   | 2005   | 2006   | 2007   | 2008   | 2009   |
| Pořadí | 488. | ▲ 226. | ▼ 245. | ▲ 210. | ▼ 234. | ▼ 328. | ▲ 222. | ▲ 172. | ▲ 128. |

### Čtyřhra
| Rok    | 2001 | 2002   | 2003   | 2004   | 2005   | 2006   | 2007   | 2008   | 2009   |
| Pořadí | 447. | ▲ 266. | ▼ 312. | ▲ 225. | ▼ 267. | ▲ 150. | ▼ 199. | ▲ 135. | ▲ 133. |